# Барра (коммуна)
Барра́ (фр. Barras) — коммуна во Франции, находится в регионе Прованс — Альпы — Лазурный Берег. Департамент коммуны — Альпы Верхнего Прованса. Входит в состав кантона Западный Динь-ле-Бен. Округ коммуны — Динь-ле-Бен.
Код INSEE коммуны — 04021.

## Население
Население коммуны на 2008 год составляло 156 человек.
| 1962 | 1968 | 1975 | 1982 | 1990 | 1999 | 2008 |
| ---- | ---- | ---- | ---- | ---- | ---- | ---- |
| 113  | 109  | 93   | 84   | 111  | 121  | 156  |

## Экономика
В 2007 году среди 92 человек в трудоспособном возрасте (15—64 лет) 63 были экономически активными, 29 — неактивными (показатель активности — 68,5 %, в 1999 году было 79,5 %). Из 63 активных работали 60 человек (32 мужчины и 28 женщин), безработных было 3 (1 мужчина и 2 женщины). Среди 29 неактивных 7 человек были учащимися или студентами, 10 — пенсионерами, 12 были неактивными по другим причинам.

## Достопримечательности
- Церковь Сен-Никола
- Руины трёх часовен: Сен-Луи, Сен-Пьер, Сен-Валентен